# Melocactus matanzanus
Espèce
Melocactus matanzanus est une espèce de plantes à fleurs du genre Melocactus et de la famille des Cactaceae. Elle doit son nom à la province de Matanzas au nord-est de Cuba dont elle est originaire.
Melocactus matanzanus est le premier cactus ramené du Nouveau Monde en Europe par Christophe Colomb.

## Description
C'est une plante globulaire charnue d'une hauteur de 7 à 9 cm et d'un diamètre de 8 à 9 cm. Avec 8 cotes ou plus. Les épines sont en étoile de couleur brun-grisâtre ou blanches.
Comme toutes les espèces du genre Matanzanus, quand la plante atteint un certain âge, elle développe un cephalium à son sommet. D'où parfois son surnom de chapeau de Turc. C'est une structure avec une laine marron-rougeâtre qui peut atteindre une hauteur de 9 cm au-dessus de la plante. Et c'est aussi sur cette structure que poussent les fleurs de couleur rouge et de 5 cm de long environ.

## Culture
Elle est un peu délicate à cultiver, car à l'inverse de la plupart des cactus, elle nécessite un minimum d'humidité sans toutefois risquer la pourriture. La température hivernale doit dépasser les 15 °C.